# Bundestagswahlkreis Saarbrücken II
Der Bundestagswahlkreis Saarbrücken II war von 1976 bis 2002 ein Wahlkreis im Saarland. Er umfasste zuletzt vom Stadtverband Saarbrücken die Gemeinden Heusweiler, Friedrichsthal, Quierschied, Sulzbach/Saar, Großrosseln, Püttlingen, Riegelsberg und Völklingen sowie vom Landkreis Saarlouis die Gemeinden Bous, Ensdorf, Schwalbach und Wadgassen.
Von 1957 bis 1976 hieß der Wahlkreis Saarbrücken-Land.
Zur Bundestagswahl 2002 verlor das Saarland einen Wahlkreis. Der Wahlkreis Saarbrücken II wurde aufgelöst und sein Gebiet auf die vier verbliebenen saarländischen Wahlkreise Saarbrücken, Saarlouis, Homburg und St. Wendel aufgeteilt. Der Wahlkreis wurde zuletzt von Jutta Müller (SPD) gewonnen.

## Wahlkreissieger
| Jahr | Name               | Partei | Erststimmen |
| ---- | ------------------ | ------ | ----------- |
| 1998 | Jutta Müller       | SPD    | 58,3 %      |
| 1994 | Jutta Müller       | SPD    | 50,8 %      |
| 1990 | Jutta Müller       | SPD    | 52,4 %      |
| 1987 | Alwin Brück        | SPD    | 46,4 %      |
| 1983 | Franz Josef Conrad | CDU    | 47,2 %      |
| 1980 | Alwin Brück        | SPD    | 50,6 %      |
| 1976 | Alwin Brück        | SPD    | 47,7 %      |
| 1972 | Alwin Brück        | SPD    | 52,0 %      |
| 1969 | Heinrich Draeger   | CDU    | 46,5 %      |
| 1965 | Heinrich Draeger   | CDU    | 47,4 %      |
| 1961 | Heinrich Draeger   | CDU    | 47,4 %      |
| 1957 | Heinrich Draeger   | CDU    | 31,9 %      |

## Wahlkreisgeschichte
| Wahl      | Wahlkreisname        | Gebiet |
| --------- | -------------------- | --- |
| 1957–1961 | 244 Saarbrücken-Land | Landkreis Saarbrücken ohne Dudweiler und die Ämter Brebach, Kleinblittersdorf und Riegelsberg, vom Landkreis Saarlouis die Ämter Bous und Wadgassen                                                                                   |
| 1965–1972 | 245 Saarbrücken-Land | Landkreis Saarbrücken ohne Dudweiler und die Ämter Brebach, Kleinblittersdorf und Riegelsberg, vom Landkreis Saarlouis die Ämter Bous und Wadgassen                                                                                   |
| 1976–1998 | 245 Saarbrücken II   | Vom Stadtverband Saarbrücken die Gemeinden Heusweiler, Friedrichsthal, Quierschied, Sulzbach/Saar, Großrosseln, Püttlingen, Riegelsberg und Völklingen, vom Landkreis Saarlouis die Gemeinden Bous, Ensdorf, Schwalbach und Wadgassen |